# Ангуштиаш
Ангуштиаш (порт. Angústias) — город и район в Португалии, входит в округ Азорские острова. Расположен на острове Файял. Является составной частью муниципалитета Орта. Население составляет 2784 человека на 2001 год. Занимает площадь 4,12 км².
Покровителем района считается Дева Мария (порт. Nossa Senhora das Dores).